# 南斗聖拳
南斗聖拳（なんとせいけん）は、武論尊原作、原哲夫画の漫画『北斗の拳』およびその派生作品に登場する架空の拳法。「中国拳法」の一種と言われる。

## 概要
陰陽の考え方に基づき、「陰」の北斗神拳に対応する「陽」の拳法。北斗神拳と異なり一子相伝とは限らず、「陽拳」ゆえ「表」の世界に広く伝承されたことで、流派もさまざまに分派し、その数も多い。また、有力流派から派生する流派（派生流派）も存在するため、流派の数はさらに増える。
一時は「南斗六星」を中心に統合もなされたものの、なおも新たな流派が生まれ続け、最盛期には1000派を超えるまでに至るが、核戦争の影響で20世紀末には108派にまで激減している。
手刀などで鋭利な刃物を用いたかのように相手を切り裂く、もしくは突き刺して貫く技が特徴として挙げられるが、流派によっては武器の使用も許されている。ただ、全流派に共通しているのは「外部から突き入れ全てを破壊する」ことを真髄としている点であり、相手を内部から崩壊させることを真髄とする北斗神拳とは対極に位置する。名称の特徴として、後述の「六聖拳」をはじめとする強力な流派には鳥類に関連する名前が与えられていることが多い。
なお、南斗聖拳は脚技が少ないものが多い。アニメ・外伝などを含め、劇中では多数の南斗聖拳の使い手が登場したが大半が手業中心だった。その中でも脚技を使う者も複数存在している。脚技が主体の白鷺拳の伝承者のシュウと翡翠拳の伝承者のカレンを除くと、脚技を使用しているのは孤鷲拳の伝承者のシン（南斗飛燕斬など）、体術であるが翔天拳の使い手であるジョーカー（三身一体攻撃の蹴り技）、鳳凰拳の伝承者のサウザー（極星十字拳の蹴り技）、親友であるシュウの白鷺拳を使用したレイ（彼が伝承した水鳥拳は手技が主体である）などである。
南斗聖拳が象徴としている星は、いて座の一部である南斗六星であるが、南斗六聖拳の一人・シンはサザンクロス（南十字星）を自分の拠点の町にもその名を冠したり十字のマークをシンボルにする他、サウザーも「南斗十字星」なる星団を「極星」と呼び象徴にしていた。また、南斗双鷹拳のハーン兄弟が持っていた「南斗の旗印」も十字星の紋様である。

## 発祥と分派
中国で「北斗宗家」から分かれた拳法の一つ。元々北斗の伝承者争いに敗れた者や、他の優れた拳法家が集まって「南斗」を名乗ったのが始まりとされる。立ち上げた流派は「表」の世界に広く伝承され、かつ分派していったため、非常に数多くさまざまであるが、多数ゆえの南斗同士の争いと協調、新たな流派との合流と反目を通じ、離散と集合の歴史を繰り返す中で、やがて有力と認められる六つの流派が生まれる。力を持った六流派は、それぞれが南斗の流派の興亡や統廃合に自然の成り行きで係わって、中核となる役目を果たすことになる。他の流派は自立こそ守りながら、やがては六流派のいずれかに属する流れとなって六つのグループを形成する。その時勢の動きは、流派のトップに位置する「南斗六聖拳」の系譜に連なって行く。
六つの流派は「南斗六星」と呼ばれ、「殉星」「義星」「妖星」「仁星」「将星」の五つの流派と「慈母星」である。「慈母星」については家柄と役割の部分が大きく重視され拳法は修得していない。
- ここまでの出典は『公式 北斗の拳VS蒼天の拳 オフィシャルガイドブック』「拳法概論」コアミックス 2007年4月刊）。

南斗聖拳は、多くの流派に分かれているものの、基本的に各地の修練所や道場で修業している。流派間の交流はあるようで、例えばレイとユダが共に修行しているなど、南斗の拳法家たちが合同に修行する描写もある。ただ、各人がどのような経緯で各々の流派を学んだかは直接の描写がなく不明である。唯一明確になっているのはサウザーの南斗鳳凰拳で、北斗同様一子相伝になっており、師と弟子がマンツーマンで修行する。鳳凰拳以外の各流派の場合は、正統伝承者になるために南斗の里（郷）に出向き、印可を受けようとするものが南斗聖拳の使い手十人と連続して戦う｢南斗十人組手｣を勝ち抜いて、南斗聖司教より印可を受けることが必要となる。そうしたシステムは、印可さえ受ければ、同時代であっても一つの流派に複数の伝承者の存在が可能となる（一子相伝の鳳凰拳は除く）。
なお、南斗聖拳の配下の者が、自己の闘術・体術、自分の使用する武器・武装・兵器などに「南斗」の名を冠しているケースがある。シンの配下には、火炎を吐く闘術や死者が蘇る呪術、ダイナマイトでの攻撃などを「南斗」と名乗り使用する者がいるが、これらは拳法ではなく、南斗聖拳の流派でもない。中にはケンシロウからツッコミを入れられた者もいる。

### 南斗聖拳一〇八派
『公式 北斗の拳VS蒼天の拳オフィシャルガイドブック』の「拳法概論」によるところ、南斗聖拳の流派は「最盛期には1000派を超え、核戦争によって20世紀末には108までに激減」とされるが、『北斗の拳』のスピンオフ作品である『蒼黒の餓狼 -北斗の拳 レイ外伝-』の設定では、南斗の108派が、10年ごとに一堂に会して、各々の磨きあった技を披露する「南斗相演会」を開催していた「南斗聖拳一〇八派」と呼ばれるグループの存在が描かれている。かつ、108派による「南斗相演会」も核戦争の直前まで開催されていたという。
また、『北斗の拳』原作で、レイが語った南斗の歴史においても、旧くから「南斗聖拳一〇八派」が、別枠の集団として存在しており、古の昔より数多くの南斗の流派を凌駕してきた、格別な流派の集まりと位置づけられ、その頂点に「南斗六聖拳」が君臨したとされる。

### 南斗六聖拳
南斗聖拳のトップにあたる六つの流派。伝承者の各々が「宿星」を持ち、皇帝の居城を守る六つの門の衛将とされる。六流派のいずれもが核戦争後の世紀末を生き延びており、伝承者は、シン（南斗聖拳〈南斗孤鷲拳〉）、レイ（南斗水鳥拳）、ユダ（南斗紅鶴拳）、シュウ（南斗白鷺拳）、サウザー（南斗鳳凰拳）、ユリア（南斗最後の将）の6名である。「南斗六星」は時代の流れから、それぞれが幾派の南斗聖拳を従えており、原作でもユダは南斗108派の内、配下の23派を率いていることが描かれている。
核戦争後には南斗六聖拳が「覇権を目指す者」と「平和を望む者」の二派に別れ、この時平和を望む声が優勢と見たユダは配下の南斗23派を引き連れて拳王と手を結び、南斗六聖拳の崩壊を招いた。後にユダを動かしたのはサウザーだとシュウにより語られ、『天の覇王 北斗の拳ラオウ外伝』では、聖帝となって力をつけたサウザーが、108派の大半の流派を従えていると述べられている。
もっとも、最終的には、レイ対ユダ、シュウ対サウザーといった六星の乱に起因する南斗同士による凄惨な自滅、もしくは北斗との争いに巻き込まれ事実上全滅に至り、残った一〇八派の大半も元斗皇拳のファルコに滅ぼされることとなった。

### 南斗正統血統
「南斗慈母星」のユリアは南斗正統血統であるとされ、それをもって「南斗六聖拳最後の将」とされている。一方で「慈母星」に該当する南斗聖拳（南斗六聖拳の一派）が劇中に一切登場していない。これに関して、原作者の武論尊は週刊少年ジャンプ別冊の北斗の拳特集本『北斗の拳 SPECIAL』（1987年）の中で、「ユリアの力は拳法ではなく相手の心身を癒すもの」と解説している。
『真救世主伝説 北斗の拳 ユリア伝』では、ユリアが南斗の都に到着するまで、かつてユリアの後見人だったダーマが、「南斗六聖拳 最後の将」を務めており、南斗正統血統のユリアが、南斗の運命により「南斗最後の将」を継承する形で解釈されている。
「南斗最後の将」の「慈母星」とは、南斗正統血統であることを示し、拳法のように印可を受けるものではなく、運命的に生来の役割を与えられた一星であり、重大かつ火急になすべき事態が生じた場合、「南斗」と「北斗」を一体化する力を宿した者が継承できる星とされる。また、「南斗最後の将」の存在も、実際に事態が起こるまで、曖昧なままでその姿を見せる必要がなく、その能力も「北斗」に深い縁（えにし）を持つ女性が持つものということ以外、明るみには出てこない。
『金翼のガルダ〜南斗五車星前史〜』では終盤において、南斗慈母星の将は代々女性が受け継ぐことが明かされる。かつて新たなる南斗慈母星の将を決める段においてユリアがその座にほぼ内定していたものの、当時幼い少女であったユリアが将となることに不満を抱く一派が、本来ならば亡星の宿星を持ち、南斗神鳥拳の伝承者でもあったビナタを担ぎ出して次なる将にしようとしたが、当のビナタがユリアの持つ将の資質を見抜き、自ら身を引いてあくまでも自分本来の宿星である亡星の宿命に準じる道を選んだことでユリアが南斗慈母星の将となった。

## 極十字聖拳との関連
『蒼天の拳』には南斗聖拳に酷似した拳法「極十字聖拳」が登場する。その拳法の使い手は鳥の名を自分の名前の中に入れるなど、南斗聖拳との関連がうかがえるが、関連性については特に語られておらず、公式には南斗聖拳の一派かもしれないと解説されるに留まる。
また、南斗聖拳の宿星は「南斗六星」であるのに対し、極十字聖拳の宿星は「南十字星」であり同一ではないため、同門と解釈するのであれば整合性を取りづらい設定になっている。

## 伝承者
| 伝承者             | 流派                                                     |
| ------------------ | -------------------------------------------------------- |
| シン、フウゲン     | 南斗孤鷲拳 (原作では南斗聖拳としか呼ばれず流派名は不明） |
| レイ、ロフウ       | 南斗水鳥拳                                               |
| ユダ               | 南斗紅鶴拳                                               |
| シュウ             | 南斗白鷺拳                                               |
| サウザー、オウガイ | 南斗鳳凰拳 北斗神拳同様一子相伝                          |
| ユリア             | 南斗正統血統（役割的なものであり拳法は無い）             |
| ハーン兄弟         | 南斗双鷹拳                                               |
| カーネル           | 南斗無音拳                                               |
| ベジ、ギジ         | 南斗双斬拳                                               |
| ダガール           | 南斗比翼拳                                               |
| ハッカ、リロン     | 南斗飛燕拳                                               |
| リュウロウ         | 南斗流鴎拳                                               |
| カレン、マサヤ     | 南斗翡翠拳（南斗白鷺拳の派生流派）                       |
| ザン               | 南斗紅雀拳                                               |
| ガルダ、ビナタ     | 南斗神鳥拳                                               |
| …その他多数        |                                                          |

## 流派

### 南斗六聖拳
南斗孤鷲拳
伝承者はシン。宿星は殉星。南斗聖拳の定義に最も則した、手足による突き刺し系の技が主体。
ただし、作中にシンが登場していたのはシン以外の南斗聖拳の設定が作られるよりも前の頃であり、原作、アニメを通し、この流派名は一切登場することはなく「南斗聖拳」で通された。
初出は、原作の漫画では天帝編を連載中だった1986年9月に刊行された、週刊少年ジャンプ特別編集の解説書『北斗の拳 SPECIAL』の「拳聖烈伝」の目録からである。また、同解説書のコラムではシンは、南斗聖拳108派のひとつの代表者であるが、複数の流派の拳法を修得しているとされ、「南斗聖拳（の）シン」と呼称される理由付けの一つとなった。シンが自身の拳を「南斗孤鷲拳」と語ったのは、2005年の格闘ゲームが最初であり、前述の追加設定による命名である。
新劇場版『ケンシロウ伝』では、シンと伝承者の座を争ったジュガイと、シンとジュガイの師である先代伝承者フウゲンが登場する。
南斗水鳥拳
伝承者はレイ。宿星は義星。華麗な足さばきを特徴とし、その舞う姿は見るものを魅了するほど優美だが、その実態は敵を切り裂き、切り刻む、比類なき残虐非道の必殺拳。手技や真空波による攻撃を主体とした拳法であり、指は鋭利な刃物と化す。
『蒼黒の餓狼 -北斗の拳 レイ外伝-』では、レイの師である先代伝承者ロフウが登場する。ロフウは、本来「剛柔二極」の融合から成る水鳥拳を「剛の拳」のみに組み替えて、より鋭く強力な拳とした。また、全身に凄まじい闘気を纏う。
原作では使う場面はなかったが、アミバもレイの同門ということから南斗水鳥拳を学んでいる（『蒼黒の餓狼 -北斗の拳 レイ外伝-』）。
南斗紅鶴拳
伝承者はユダ。宿星は妖星。衝撃波による斬撃で攻撃する。敵の返り血を浴びる妖拳。あまりにも速い拳で、起こる衝撃は、受けた者の背中にまで突き抜ける。衝撃が地面や水面を伝う奥義・伝衝烈波はケンシロウも使った。
南斗白鷺拳
伝承者はシュウ。宿星は仁星。南斗聖拳108派の中でも珍しく足技による斬撃を主体とする拳法。「南斗白鷺拳の真髄」である烈脚空舞のほか、掌を使い相手を幻惑する奥義・誘幻掌もある。
白鷺拳の基本的な足技（バック転からの蹴り技による斬撃）を本編でケンシロウ、『蒼黒の餓狼 -北斗の拳 レイ外伝-』では、レイが使ってみせている。
南斗鳳凰拳
伝承者はサウザー。宿星は将星。北斗神拳と同じく一子相伝の拳法である。『公式北斗の拳VS蒼天の拳オフィシャルガイドブック』の「拳法概論」によると、伝承者の条件は左右の秘孔が逆である者とされ、条件に見合う者が見つかっても拳法の才能があるとは限らない。そのため、一子相伝ではあるが実子が継承することはまずなく、資質のある者を弟子として迎え入れて育成するケースが多いとされている（しかもサウザーは「心臓の位置が左右逆、秘孔の位置も表裏逆」という特異な身体を持っていた）。
また、鳳凰拳には「継承の儀」と呼ばれる師匠超えの儀式が存在している。それは次代の継承者が師匠（先代継承者）と勝負し、これに勝利して師匠を殺害することで初めて認められるという苛酷なもので、この儀式は継承直前のサウザーには「目隠ししてこれから襲い掛かる敵を倒せ」としか知らされていなかった（当時の師匠だったオウガイがサウザーの性格と根底にある優しさを見抜いていたためであったらしい）。それゆえに一子相伝の残酷さと非情さを身をもって思い知らされたサウザーは「愛などいらぬ！」と慟哭し、純粋過ぎた性格はやがて冷酷非道な性格へと変貌した。
鳳凰拳は南斗聖拳108派中最強とされ、シュウ曰く「他の南斗聖拳では対抗することが不可能」、最強ゆえ前進制圧に特化し、通常は構えを使用しない。奥義「天翔十字鳳」を使う時のみ両手を横に広げた構えを取る。攻撃方法は主に手刀による斬撃であるが、手刀から蹴りによる斬撃につなぐ「極星十字拳」の描写に見られるように、手技に加えて足技もある。

### 派生南斗聖拳
南斗無音拳
使い手はGOLANのカーネル。彼曰く「世界最強の殺人拳」。カーネルは元特殊部隊レッドベレーの軍人で、様々な殺害の技術を研究し、その中でも中国拳法は得意と登場時に本人が説明している。
無音拳としての技か不明瞭なものもあるが、劇中でカーネルが見せたのは「気配を消す」、「指に鋭利な鉄爪を装着して切りつける」、「小さなブーメラン型の刃を投げる」、「相手の行動を先読みする」、「近くにあった槍を投げつける」という行動。アニメ版ではこれに加え初登場時に部下に命じる際「自分の姿を宙に投影する」という能力も見せている。
これらのうち素手ではなく鉄爪は彼の斬撃をフォローするものであり、無音拳の本質に何ら関係のない装備と思われるという説が書籍などにみられる。極意は気配を消し去って敵の背後を取って、致命の一撃を与えることにあり、ケンシロウの背後を取ったり、動きを先読みして攻撃を当てたり避けたりして、ケンシロウをそれなりに苦戦させた。
南斗双斬拳
聖帝サウザーの部下、ベジとギジの2人組が使い手で投剣を使用する。敵を挟んで各々2本（合計4本）の投剣を恐ろしい速さで投げ合って動きを封じ、次第に間合いを詰めてとどめを刺す。一つのミスが命取りとなる技だけに高い練度が求められる拳である。
南斗双鷹拳
バズ、ギルのハーン兄弟が伝承者。南斗聖拳108派のひとつ。個々でも屈強だが、極意は二身一体からの攻撃で、技のひとつに空中で相棒を振り回しその勢いで斬撃を食らわす「双羽落爪破」がある。
南斗比翼拳
ユダの副官・ダガールの拳。南斗聖拳108派中、ユダ配下である23派のひとつ。両手の手刀による斬撃を中心とする流派のようである。作中および『天の覇王 北斗の拳ラオウ外伝』で両手の斬撃の描写があり、作中で部下二人、『天の覇王』でレイナの剣を寸断している。『天の覇王』より拳法名が判明し、比翼とは中国の空想上の鳥「比翼の鳥」の略である。
南斗飛燕拳
『天の覇王 北斗の拳ラオウ外伝』に登場。聖帝サウザー配下のハッカとリロンが伝承者。南斗聖拳108派のひとつ。上空からの手刀による攻撃が中心で、滑空するのに適した、両端に指が通せる、翼のようなマントを羽織っている。強敵に対しては、2人同時攻撃による奥義・双燕乱舞がある。
南斗流鴎拳
『天の覇王 北斗の拳ラオウ外伝』に登場。南斗の智将・リュウロウの拳。南斗聖拳108派のひとつ（作中、リュウロウが南斗の重鎮だったこと、分裂による南斗同士の争いに嫌気が差し、108派から袂を分かち合って隠遁したことが述べられている）。身軽に空中を飛びかって、自在に斬撃や突きを見舞わせるその拳は、ラオウの攻撃をかわして手傷を負わせ、同じくラオウと対戦して一方的に敗れた六聖拳の水鳥拳（レイ）や紅鶴拳（ユダ）とは違って善戦した。
アニメ版では、ラオウの右肩の防具を砕いた最初の一撃に奥義名がつけられた（「嘴翔斬〈ししょうざん〉」）。
南斗翡翠拳
『レイ外伝—華麗なる復讐者—』に登場。拳王侵攻隊の女流拳法家・カレンの拳。兄のマサヤも伝承者だった。南斗白鷺拳の派生流派で足技からの斬撃を主体とする。奥義に南斗雷脚斬風陣がある。
南斗紅雀拳
『蒼黒の餓狼 -北斗の拳レイ外伝-』に登場。南斗聖拳108派のひとつで伝承者はザン。彼曰く「優美で美しいが、実態は比類なき残虐非道の拳」と、南斗水鳥拳の特色と酷似した説明をしているものの、六聖拳である水鳥拳との力量の差は明白となりレイより実力的に劣る。連載当初は南斗孔雀拳の名で登場し、鮮やかな飾り羽を持つ美しさとは裏腹に、悪食で毒虫や毒蛇類を好んで食らうクジャクの獰猛な姿をなぞらえ、水鳥拳と互角に渡り合える強力な拳だった。
南斗神鳥拳
『金翼のガルダ -南斗五車星前史-』の主役、忘星の将ガルダの拳。前伝承者はガルダの母ビナタ。ガルダが幼い頃に、ビナタが忘星の運命に殉じたので、ガルダは我流で伝承した。空中戦を真髄とし、高速の速さで切り裂かれた物は、摩擦で発火して炎上する。
また、刃を仕込んだ鉄扇を武器とする。

#### TVアニメオリジナル南斗聖拳
コウモリ拳
南斗聖拳の流れを汲んでいる拳法。シン配下のコウモリ男2人が使い手で、ケンシロウを始末するためパトラが放った。特徴は妖しいメークと、コウモリを模した黒い衣装。さらにマントは翼のようになっていて滑空が可能。武器は腕に装着された3本の刃物の長い爪。動きが素早く、2人掛りで飛翔して斬りつけ、相手の血を吸う。なお、別冊宝島『僕たちの好きな北斗の拳』および『北斗の拳 完全読本』から、拳法名の表記はカタカナでコウモリとする。
南斗龍神拳
シンの配下のドラゴンが使用する炎を操る拳法。名前に関しては劇中ドラゴン本人が「俺の南斗龍神拳」と言っている。
本編中で使用された攻撃技は「ケンシロウに敗れて道案内をさせられていた部下を全身青白い炎に包まれた姿のドラゴンが焼き殺した」、「逃げた奴隷に対しドラゴンが指を向けると火の玉が飛び、命中するとそこにナイフが刺さっていた」「パトラと一緒にポーズを取り、炎の竜を幻と本物を混ぜて次々発射」の三点。
幻術的な要素が強いが、少なくとも口からは本当に火を吐いており、喉をふさがれるとドラゴンが火だるまになって周囲にも燃え移っている描写がある。
南斗爆殺拳
着火したダイナマイトを投擲し、火薬の爆発力によって標的を殺傷する。ケンシロウに追い詰められたジャッカルがうろたえながら発しただけの名称にすぎず、技名のテロップも表示されていない。そのためケンシロウにも「火薬に頼って何が拳法だ」と突っ込まれている。
原作でもほぼ同じ攻撃をジャッカルは行っているが「南斗爆殺拳」の名前はアニメ版のみのためここに記載。
南斗百斬拳
シンの部下ダンテが使い手であり、本編中「ダンテとシンはともに南斗聖拳を学んだ」といった趣旨の説明が本人やシンの発言である。
この技名のテロップが出てからの行動は「右手を握って人差し指と小指だけを立てたあと、もう一度グーにして両手をそれぞれ殴りつける」というもの。
これ以外にダンテは手刀で鉄棒を切断する、パンチでケンシロウが膝をつくほどのダメージを与えるといった描写があるが、これらの技名は特に出てこない。
南斗暗鐘拳
シン配下のザリアが使用した技だが、実際は拳法ではなく呪術である。大聖堂の鐘の音を聞かせることにより、任意の人間の体を切断したり、生者をゾンビのように操ったり、死者（首がちぎれている）の肉体を蘇らせて戦わせたりできる常軌を逸した技。
「南斗暗鐘拳」はテロップで名前が出てくるが、他の南斗聖拳と異なりおどろおどろしいフォントになっている。
南斗風車斬
KING軍所属のスコルピオ軍団のバロンが使用。二枚刃の巨大な斧を振り回して攻撃する技。破壊力はあるが、武器の大きさが大きさだけに、動きは鈍い。
南斗蛇鞭拳
KING軍所属のスネーク軍団のジャンクが使用。鞭を生きた蛇のように操って攻撃する技で、ケンシロウに無数の傷を負わせたが、致命傷とはならなかった。
南斗人間砲弾
KING軍所属のゴールドウルフ隊の隊長ガレッキーが独自に考案した「人間大砲」そのままの技。大砲の砲身に刀剣を携帯した人間を装填して標的に向けて射出し、高空からの落下による位置エネルギーを刀剣での攻撃力に転化する特異な技であるが、特に拳法と呼べるものではない。これには原作者サイドの顰蹙と怒りを買ったようで、これをきっかけに堀江信彦や武論尊がアニメの制作現場にも直接介入することになる。
南斗翔天拳
シンの率いるKING軍副官のジョーカーがケンシロウとの決戦で使った拳。空中を神速で移動して2体の残像を発生させ、三身一体で襲いかかる体術である。残像は相手の攻撃を避けるためのダミーではなく、本体と共に敵を攻撃する実体として使う。しかし次第に高速の動きに適応したケンシロウに密着され、最後は逃げ惑い敗れた。
南斗隼牙拳
アニメ版『北斗の拳 ラオウ外伝 天の覇王』に登場。
拳王軍と敵対する我王軍の将軍ハバキが使い手。鋭い手刀でかまいたちに似た真空波を走らせて剣をも寸断する。奥義である「旋風牙（せんぷうが）」は、斬撃で真空波を伴った複数の旋風を起こし攻撃する。

### 南斗五車星
「南斗最後の将」を護衛する、風のヒューイ・炎のシュレン・雲のジュウザ・山のフドウ・海のリハクの5人の拳士の呼称。リハクを除き、それぞれが独自の拳法を使う（アニメ版では全員が拳法を使う）が、南斗聖拳の一派ではなく南斗聖拳108派には含まれない（週刊少年ジャンプ特別編集解説書『北斗の拳 SPECIAL』）。ただし、一部には南斗聖拳の要素が見られ、その流れを汲んでいる技がある。ヒューイは拳により真空波を自在に走らせ（アニメ版では五車風裂拳と命名）、シュレンはその拳法（斬撃）に「燐」を交えた五車炎情拳、フドウは「鬼の拳」と呼ばれる剛拳を使う（アニメ版では五車山峨斬と命名された技を使用）。リハクは原作では拳を使わないが、アニメでは太極拳に似た「五車波砕拳」を、また外伝の『金翼のガルダ -南斗五車星前史-』においては、「五車波岸水壁」「五車波岸激衝」なる水を利用した拳を駆使する。

## 技・奥義
南斗獄屠拳（なんとごくとけん）
シンの南斗孤鷲拳の技（一説には奥義）。跳び蹴りからの空中戦で突きを入れ、膝・肘の四肢の関節を瞬時に切り裂く技。北斗神拳の伝承者となった直後のケンシロウですら一撃で戦闘不能にした。
テレビ・旧劇場版（東映）では「屠」の字が放送コードに抵触するため「南斗獄殺拳」（なんとごくさつけん）と改称され登場した。しかし、ゲーム『北斗無双』などでは「屠」の字がそのまま使われており原作どおりの技名となっている。なお、『真救世主伝説 北斗の拳 ZERO ケンシロウ伝』ではジュガイもこの技を使っており、南斗孤鷲拳由来の拳である（ただしセガサターン/PlayStation版に登場する南斗水鳥拳伝承者のザキも、手技主体ではあるものの獄屠拳という同名の技を使う）。
南斗千首龍撃（なんとせんしゅりゅうげき）
シンの南斗聖拳の技。原作では呼称なし、アニメ版で名前が登場。外部から突き入れて肉体を破壊する一撃必殺の貫手の凄まじい連撃。突いた手が残像で何本もあるかのように見える。ケンシロウとの再戦で使ったが、執念とリベンジに燃えるケンシロウは、すでにシンの力を上回っており、見切られた。『パチスロ北斗の拳 世紀末救世主伝説』ではこの名前の技は無く、同じような動作で「南斗千手斬」（なんとせんしゅざん）という技が代わりに登場しているが、格闘ゲームでは両方とも登場しており、千首龍撃の方が上位の技となっている。
南斗飛燕斬（なんとひえんざん）
アニメオリジナル。シンの南斗聖拳の技。垂直方向の跳び蹴りから、直接または衝撃波を起こし、相手を切り裂く殺人拳。効果が及ぶ範囲が比較的広く、多勢の敵を一挙に倒すのに向いている。
南斗飛竜拳（なんとひりゅうけん）
アニメオリジナル。シンの南斗聖拳の奥義。身体を呼吸法で鋼鉄化したバルコムに対して使った。地上のあらゆる物質を力で打ち砕く正拳突きの連打である。
南斗施鷲斬（なんとししゅうざん）
『ユリア外伝—慈母の星—』で登場したシンの南斗孤鷲拳の技。南斗の聖司教から伝承者の印可を受ける儀式である「南斗十人組手」で放った。鷲が大きな翼を広げるような動きの中に、手刀による無数の突きを繰り出し相手を倒す、非常に威力のある技。
聖極輪（せいきょくりん）
北斗・南斗に共通の秘伝の構え。お互いの秘孔を突き一時的に仮死状態になる合図。「南斗虎破龍」と同様に、レイのような南斗聖拳の高位の拳士に承知の構え。
南斗虎破龍（なんとこはりゅう）
聖極輪の合図を受けて技を出す南斗側の構え。「北斗龍撃虎」と対応する。敵を欺き活路を見いだすため、お互いの秘孔を突き合い、一時的に仮死状態になることを意味している。レイのような高位の南斗の拳士に伝えられている構えである。南斗も秘孔が使えるのかという点では解説書の『北斗の拳 SPECIAL』の中で、「南斗聖拳も基礎においては北斗と共通する部分を持っている」との記述がある。
またこの構えには、一命を賭して、後へは退かずに、闘いに臨む気概を示す意味合いがある。『蒼黒の餓狼 -北斗の拳 レイ外伝-』で南斗紅雀拳のザンに挑まれたレイが「南斗虎破龍」を構えると、その意図を覚ったザンは闘うのをやめた。
断己相殺拳（だんこそうさいけん）
南斗究極奥義。レイがラオウを倒すために、跳躍して上空から、命を投げ打って相打ち覚悟でこの奥義を使ったものの、拳を繰り出す前に見切られ、秘孔（新血愁）を突かれて不発に終わる。アニメでは新血愁をつかずにまともに相対した場合の結果をラオウがイメージしていた。これはレイ自身もラオウの攻撃で肉体が崩壊するが、ラオウを斬撃で切り刻んでいる映像である。映画版『世紀末救世主伝説 北斗の拳』のパンフレットでは「両手で挟みこむように相手の咽喉元を突く剛の技」と解説され、『LEGENDS ReVIVE』でもこのモーションが起用されている。
南斗聖拳の共通の奥義のひとつで、他にも高位の南斗の使い手には伝授されている者が存在し、『蒼黒の餓狼 -北斗の拳 レイ外伝-』では、ロフウがこの奥義をレイとの決戦の“切り札”として使った。この時は跳躍して、自らの左手で右手首を固定して、上空より相手の胸元を抉り貫くような描写になった。
飛燕流舞（ひえんりゅうぶ）
レイの南斗水鳥拳の奥義。
優美に空に舞い、上空にいる敵を両断する。レイは、小鳥を襲った大型の猛禽をきれいにスライスしてみせた。いつ見ても誰しもが心を奪われてしまう美しい技で、うかつにも見とれてしまった自己の美しさしか認めない、ナルシストのユダの激しい妬みを買うことになる。
飛翔白麗（ひしょうはくれい）
レイの南斗水鳥拳の奥義。『蒼黒の餓狼 -北斗の拳 レイ外伝-』では、南斗水鳥拳究極奥義。
華麗に高く宙を舞い、上空から敵の間合いへと瞬時に入り、相手の両肩に手刀を振り下ろして深く切り裂き、戦闘不能の状況にする。宙を舞う姿はたいへん美しく、「白鳥が舞う」幻影すら見える。レイに止めを刺そうとしたユダは、この奥義にまたしても心を奪われ、かわすことすらできず逆に引導を渡された。
この技の特徴として、両手で目の前の地面などを叩いて逆立ち状態で飛び上がるという動作がある。初めてこの技が使われたレイ対ユダの闘いでは、ダム決壊による水と、それによる流砂で足場が極めて悪い状態にあり、水面を叩くことで跳躍の代わりとしていた事情があったが、『レイ外伝—華麗なる復讐者—』でのカレンとの戦いでこの奥義を見せた際はそのまま脚を使って跳躍できる状況にあったが、同様に地面を叩いて飛び上がっている。
朱雀展翔（すざくてんしょう）
アニメオリジナル。南斗水鳥拳の技。レイが上空に舞い上がり、飛翔白麗同様にユダを斬りつけた技だが、見蕩れてしまったユダの手下が思わず「美しい」と呟いてしまい成敗されている。
湖面遊（こめんゆ）
『蒼黒の餓狼 -北斗の拳 レイ外伝-』でレイが使った南斗水鳥拳の奥義。
湖面を軽やかに泳ぐ水鳥のごとく華麗な足さばきで敵陣に踏み入り、瞬時に間合いを詰めて多数の敵を倒す技。
残鳥斬（ざんちょうざん）
『蒼黒の餓狼 -北斗の拳 レイ外伝-』に登場した南斗水鳥拳の技。
水鳥拳の研ぎ澄まされた神速の斬撃により、切断された面は、ほんの暫く静止しているだけですぐに癒着する。したがって動かなかった者は生き残るが、大抵の者は、何事も感じておらず動いてしまい、切り刻まれて命を失うことになる。
無外絶影掌（むがいぜっえいしょう）
『蒼黒の餓狼 -北斗の拳 レイ外伝-』でレイが使った南斗水鳥拳の手刀で貫く奥義。
千塵岩破斬（せんじんがんはざん）
『蒼黒の餓狼 -北斗の拳 レイ外伝-』に登場した南斗水鳥拳の奥義。
指が鋭利な刃物と化す水鳥拳の特質を生かした奥義であり、レイは、縦横に渡る瞬時の手先の動きで、南斗紅雀拳のザンを賽の目切りにして引導を渡した。
南斗飛鳥乱戟波（なんとひちょうらんげきは）
『蒼黒の餓狼 -北斗の拳 レイ外伝-』でレイがロフウに使った南斗水鳥拳の技。
上空から手刀による突きで、威力のある真空波を寸断することなく放ったが、前伝承者のロフウには通じなかった。
空舞燕離斬（くうぶえんりざん）
『蒼黒の餓狼 -北斗の拳 レイ外伝-』で登場したレイの「柔」の南斗水鳥拳の奥義。
上空を舞って斬り付けを行ない素早く離脱する。
セガの対戦格闘ゲーム版から初出した技でこちらは体当たりからの連続攻撃になっている。
掌波滅風陣（しょうはめっぷうじん）
『蒼黒の餓狼 -北斗の拳 レイ外伝-』で登場したロフウの「剛」の南斗水鳥拳の技。
掌から闘気を放出し叩き伏せる剛拳。
烈空刃崖手（れつくうじんがいしゅ）
『蒼黒の餓狼 -北斗の拳 レイ外伝-』で登場したロフウの「剛」の南斗水鳥拳の技。
敵の頭上をとり、落下と共に手刀で叩き割る剛拳。
伝衝裂波 （でんしょうれっぱ）
ユダの南斗紅鶴拳の奥義。原作では呼称なし、アニメ版で命名。
高速で手刀を振り上げることにより、発生する衝撃波で遠方にいる敵を切り刻む。相手との距離が近いほど深く切り裂ける。ユダはレイとの戦いで、ロングレンジから連発して大いに苦しめた。ケンシロウも北斗神拳奥義・水影心で映し取り、後のシュウとの対戦や、修羅の国で攻撃してきた2名の修羅の迎撃に使っている。

血粧嘴（けっしょうし）
ユダの南斗紅鶴拳の奥義。
レイとの戦いで、止めを刺すために構えから技を仕掛けようとしたが、レイが繰り出した飛翔白麗が決まったことで、本伝ではどのような技だったのか謎に終わった。
『天の覇王 北斗の拳ラオウ外伝』では、両掌による衝撃波の連弾を浴びせる技となっている（『真・北斗無双』や『LEGENDS ReVIVE』も同じ）。しかしラオウからは「小鳥の囀り」と酷評され、全く通用せず反撃を喰らって敗北した。
セガの対戦型格闘ゲームでは、真空刃のようなものを放って怯ませた後、水平に飛び込みドリルのように錐揉み回転しながら突きで刳る技として描写されている。
CR版では、初期の作品は勢いを籠めた突き手、現在の作品では鳥の形をした赤い闘気を飛ばす技となっている。
南斗鷹爪破斬（なんとようそうはざん）
ユダが指一本での斬撃で、副官のダガールを葬った南斗紅鶴拳の奥義。名前は対戦型格闘ゲームより（原作では南斗紅鶴拳と呼称されたのみ）。技を受けた者は、衝撃が背中に突き抜け、触れてもいない背中から裂ける。
点穴縛（てんけつばく）
ユダの南斗紅鶴拳の奥義。アニメ版『北斗の拳 ラオウ外伝 天の覇王』に登場。
ラオウに対して放とうとしたが、副官・リュウガと軍師・ソウガに阻止される。その後ユダは、ソウガに倒されたため、謎の奥義となっている。
誘幻掌（ゆうげんしょう）
シュウの南斗白鷺拳の奥義。
掌をゆっくり動かして敵を囲むように廻り、自身の気配を相手に読ますことなく背後を取って攻撃する。
烈脚空舞（れっきゃくくうぶ）
シュウの南斗白鷺拳の足技で「南斗白鷺拳の真髄」。後方転回（バク転）で倒立した後、手を軸に回転し脚で連続して斬りつける技。
南斗烈脚斬陣（なんとれっきゃくざんじん）
シュウの南斗白鷺拳の足技。取り囲む敵を一気に葬るのに適している。敵に囲まれた戦場の中心で倒立し、旋回脚による衝撃波でまとめて切り裂く。
極星十字拳（きょくせいじゅうじけん）
サウザーの南斗鳳凰拳のベースとなる技。構えのない体勢から、敵の間合いに神速で踏み込み、斬撃を加える。敵は概ね、十字型に切り裂かれる。
サウザーは、ケンシロウとの初戦で勝利したが、その原動力となった強い拳である。また、『天の覇王 北斗の拳ラオウ外伝』でも、ラオウにこの拳でダメージを与えた。その時は上空より間合いに入ってからの、手刀による一撃（斬撃）だった。
セガの対戦型格闘ゲームでは組み合わせて連続で出せる3段階の技となっており、技を出す時に叫ぶセリフに対応して「否退」「否媚」「否省」という名前がついている。それぞれ、否退＝前方への十字斬り、否媚＝前方への2段突きまたは足元への十字斬り、否省＝飛び上がっての足による斬撃となっている。また、否退と同じような動作で前方に十字型の飛び道具を出す「極星十字衝破風」という技もある。
天翔十字鳳（てんしょうじゅうじほう）
サウザーの南斗鳳凰拳の奥義。帝王の誇りをかけた不敗の拳。
防御に重点を置いた奥義で、自らの体を空中に舞う羽根と化すことで敵の攻撃を受け流すことが可能となり、どんな達人が相手でも自身の体を砕かれることがなくなる。したがって攻撃の命中数は、天翔十字鳳を仕掛けた側に傾き、戦いを一方的なものにして勝利する。「帝王の拳」と呼ばれる鳳凰拳は、防御の姿勢とする構えをとらないが、敵の器量を対等と見なした場合は、帝王自らが虚を捨てて、天翔十字鳳の構えをとって立ち向かう。
セガの対戦型格闘ゲームでは巨大な鳳凰を相手にぶつける技になっている。
悠翔嶽（ゆうしょうがく）
アニメ版『北斗の拳 ラオウ外伝 天の覇王』でみせたサウザーの技。手刀による凄まじい連続突きであり、ラオウの連撃（北斗輯連打）に対抗した。『パチスロ北斗の拳 世紀末救世主伝説』では極星雷雹撃（きょくせいらいはくげき）と称している。
双羽落爪破（そううらくそうは）
ハーン兄弟の使う南斗双鷹拳の技。双鷹拳の奥義は、空中からの二身一体の攻撃にあって、この技もそのひとつ。単純にバズ、ギルの兄弟が、跳躍して虚空に舞い敵を切り裂くものではない。互いに手を組んでポジション取りをして加速度をつけ、重心移動もふんだんに行ないしっかりと落下に変化を与えて、敵が空中からの斬撃をかわすことを困難にしている。
南斗邪狼撃（なんとじゃろうげき）
ジャギがケンシロウに放った南斗聖拳。名前は対戦型格闘ゲームより。ゲーム『北斗無双』にもこの名前が使われている。南斗孤鷲拳と同様の突き刺し型の技で、石像を貫通したり、痛みすら気づかせぬうちに心臓を抜き取ることができる。しかし、すでに強敵（とも）の南斗聖拳を見ているケンシロウからは、「スロー」「シンの足下にも及ばない」と酷評された。
宝島社『僕たちの好きな北斗の拳』では、シンから盗み取ったとされる。
鷹爪三角脚（ようそうさんかくきゃく）
元南斗聖拳の修練者であるアミバがケンシロウを攻撃した三角蹴り。技の名前に鳥（鷹）の名前が入っているが、流派名は不明。
『真・北斗無双』では、一端空中で下方に連続蹴りを放った後飛び蹴りを放つ、という技になっている。
双燕乱舞（そうえんらんぶ）
南斗飛燕拳の奥義。『天の覇王 北斗の拳ラオウ外伝』で、二人掛りでないと敵わぬとみたハッカとリロンが、馬上のラオウに仕掛けた。二人で共に高所より滑空して、一瞬姿を消した後、左右側面から同時に、手刀による突きの攻撃に出る。
南斗雷脚斬風陣（なんとらいきゃくざんぷうじん）
南斗翡翠拳の奥義。『レイ外伝—華麗なる復讐者—』で、カレンがレイに対して仕掛けた。立ち位置から後方転回（バク転）して、脚による斬撃で衝撃波を起こし、衝撃波はそのまま地面を伝って離れた敵を切り裂く。理解する上では、丁度、南斗紅鶴拳「伝衝裂波」の足技版のような奥義。
啄殺乱破（たくさつらんは）
『蒼黒の餓狼 -北斗の拳 レイ外伝-』で、ザンがレイに放った南斗紅雀拳の技。上空からの両掌による突きと斬撃の乱れ打ちであるが、なんなくレイにかわされた。
鉄扇翔呀（てつせんしょうが）
『金翼のガルダ -南斗五車星前史-』で、ガルダが放った南斗神鳥拳の技。刃を仕込んだ鉄扇を分解しブーメランの如く飛ばして敵を両断する。
輝翔斬（きしょうざん）
『金翼のガルダ -南斗五車星前史-』で、ガルダが放った南斗神鳥拳の奥義のひとつ。闘気で敵を上空に飛ばして切り刻む。
南斗扇裂脚（なんとせんれつきゃく）
『金翼のガルダ -南斗五車星前史-』で、ガルダが使った南斗聖拳の足技。

## 北斗の拳（対戦型格闘ゲーム）の技
南斗旋脚葬
シンの必殺技。発生の遅いスライディング。
南斗千手斬
シンの必殺技。片手連続突きを繰り出しながら相手に突進する。
南斗雷震掌
シンの究極奥義。膝を立ててしゃがみ、片手で地面に突きを入れることで、斜め前方に巨大な気の柱を発生させる。
南斗迫破斬
シンの必殺技。斜め下から斜め上に斬り上げる。一部の飛び道具を跳ね返す。
原作でケンシロウに「おとなしくユリアを返してもらおうか」と言われた後に繰り出した技。
南斗流羽矢弾
シンの必殺技。原作でハートに傷をつけるために飛ばした羽の再現。
南斗白燕転翔
シンの移動技。アニメで使用した。
南斗虐指葬
シンの必殺技。相手を掴み上げ、突き刺す。逃げ帰って来たスペードの部下を処刑した技。
南斗翔鷲屠脚
シンの一撃奥義。南斗獄屠拳のポーズで稲妻を伴う蹴りを真上に放つ。倒れた相手を部下に引き起こさせ、原作でケンシロウに七つの傷をつけた時の動作を相手に行う。
南斗迅襲嘴斬
レイの必殺技。空中から相手に向かって斜め下方向に手刀で突く技。
南斗撃星嚇舞
レイの必殺技。上昇しながら切り付けを行う。原作でユダの顔に傷をつけた技。
南斗鶴翼迅斬
レイの必殺技。空中で両手を広げた状態での体当たり。原作でユダと戦う直前に手下を始末した技。ゲーム『北斗無双』にもこの技の名前が使われた。
ケンシロウも北斗神拳奥義「水影心」でこの技を写し取り、修羅の国における無名修羅（砂蜘蛛）との対戦の時に、「忍棍妖破陣」で襲い掛かる無名修羅の棍棒を輪切りにした。
『北斗無双』では空中で縦回転を行い、相手を切り刻むが、続編では固定技として上記の動作で攻撃する。
南斗狂鶴翔舞
レイの必殺技。攻撃判定のあるバリアを張る。
南斗凄気網波
レイの究極奥義。高速で無数の真空波を出し相手を切り裂く。原作でケンシロウと戦ったとき大岩（またはアニメでユダの影武者）を切り刻んだ技。
極星十字衝破風
サウザーの必殺技。手刀により十字の衝撃波を発生させる。
南斗爆星波
サウザーの必殺技。空中で出す十字の衝撃波。
彷翔十字鳳
サウザーの究極奥義。両手を地に付けた倒立の姿勢のまま大きく跳躍し、オーラを纏って空中から体当たりする。戦いのクライマックスにケンシロウに対し放った技。
鳳凰呼闘塊天
サウザーの究極奥義。一定時間サウザーのスピードがアップする。ゲーム『北斗無双』にもこの技の名前が使われた。

## ゲーム『北斗無双』の技
南斗千刺貫手
シンの伝承奥義。無数の突きを繰り出す技。TVアニメ版、格闘ゲーム版の南斗千首龍撃と同じ技。
南斗錬気通波
シンの伝承奥義。指先から発する闘気の剣で前方の敵を一掃する技。
南斗凄斬爪
シンの技。爪状の闘気で正面の敵を切り裂く。南斗迫破斬と似ているが、こちらは上から下へと切り裂く。
南斗猛鷲飛勢
シンの技。敵を蹴り上げ無数の突きを見舞う。
南斗鷲虐双手
シンの技。跳び上がって前方に突撃し敵を両腕で突き刺し、同時に衝撃波を発生させる。
毒蛇穿穴
シンの技。敵に指を突きいれ、相手の体力を吸収する技。
無明封殺陣
シンの技。地中に闘気を吹き込み、爆発させるガード不能技。南斗雷震掌とは違いこちらは一定時間が経過すると発動する。
白鷲紅嘴
シンの技。闘気の剣で敵を突き刺し、吹き飛ばす。
神鷹翔破
シンの技。闘気を練った状態で上に飛び、両手を広げて十字状に闘気を放って相手を切り裂く。
南斗化血十字葬
シンの技。飛び上がった状態で、血の十字架（ブラッティ・クロス）の形に衝撃波を放つ。
天地分龍手
レイの技。正面に真空波を広く飛ばす。多勢の敵を倒すのに向く。
南斗鴨掻裂破
レイの技。前方に闘気の塊を放ち広範囲のカマイタチを発生させる。
鴛鴦双掌
レイの技。大きく振り被り、前方へ強力な真空波を発生させる。
南斗天勢掴翔
レイの技。前方の相手を打ち上げ、空中で掴んで回転しながら叩き落とす。
飛天絶麗
レイの技。跳躍後空中から地上に向けて、闘気を凝集した真空波を飛ばし、着地してから左手を上にかざして、闘気を柱状に解き放つ。
南斗剽斬功
サウザーの技。上空へ跳躍し、着地と同時に周囲に衝撃波を発生させる。
南斗恒斬衝
サウザーの技。腕に闘気の刃を作り出し、周囲の敵をなぎ払う。
鳳凰炎舞刃
サウザーの伝承奥義。鳳凰の形をした巨大なオーラで触れた敵を切り裂いて行く。
天翔群星脚
サウザーの空中技。宙に舞っての膝蹴り。
落鳳破
サウザーの技。両腕で跳躍し、鳳凰の形をした闘気を放つ技で、AC北斗の天翔十字鳳に近い動きをしており、技の最後に鳳凰の鳴き声が流れる。

## ゲーム『真・北斗無双』の技
血冥断指
ユダの伝承奥義。前方の敵に人差し指を突きつけ、鋭い斬撃を一閃する。南斗鷹爪破斬との違いは相手が衝撃で吹き飛ばされること。
鶴翼連妖斬
ユダの伝承奥義。空中へと飛び上がり、両手の手刀を放つ着地と同時に衝撃波が発生する。
白鷺旋空脚
シュウの技。アクロバティックな回し蹴りを何度も放ちながら前進する。
南斗翔穹朧弾
シュウの技。蹴りと共に玉状の闘気を放ち、ある程度進んでから複数に分かれて散らばる。
鷹爪乱舞掌
アミバの技で、南斗聖拳。腕を振り回しながら突進し、前方の敵を引っ掻いて攻撃する。
アミバ流百裂拳
アミバの技。北斗の突きの中に南斗の突きを混ぜたアミバ版の北斗百裂拳。